# Bulbophyllum plagiatum
Bulbophyllum plagiatum är en orkidéart som beskrevs av Henry Nicholas Ridley. Bulbophyllum plagiatum ingår i släktet Bulbophyllum och familjen orkidéer. Inga underarter finns listade i Catalogue of Life.